# La voragine splendente
La voragine splendente (The Dangerous Maid) è un film muto del 1923 diretto da Victor Heerman. La sceneggiatura di C. Gardner Sullivan si basa su Barbara Winslow--Rebel, romanzo di Elizabeth Ellis pubblicato a New York nel 1906.

## Trama
Nel 1685, all'epoca della Ribellione di Monmouth, una seguace di sir Peter Dare, Barbara Winslow, che tenta di salvare il cugino Rupert in fuga dalle milizie del re, si innamora di Miles Prothero, un capitano dell'esercito reale.

## Produzione
Il film fu prodotto dalla Joseph M. Schenck Productions. Motion Picture News del 1º settembre 1923 riportava che, sulle colline di Hollywood, era stato costruito come set del film un intero villaggio inglese con un castello composto di 112 stanze visibile a miglia di distanza.

## Distribuzione
Il copyright del film, richiesto dalla Joseph M. Schenck Productions, fu registrato il 25 ottobre 1923 con il numero LP19530.
Distribuito dalla Associated First National Pictures, il film uscì nelle sale cinematografiche statunitensi il 19 novembre 1923.
In Italia fu distribuito dalla Selznick con il visto di censura numero 19120 rilasciato nel gennaio 1924. Il 23 febbraio 1925, il film uscì in Danimarca con il titolo Mændenes Overmand; in Finlandia, fu distribuito il 5 aprile 1925. In Svezia, venne ribattezzato Den vackra rebellen.
Copia completa della pellicola si trova conservata negli archivi della Library of Congress di Washington.